# Steve Jobs
Steven Paul Jobs, ameriški računalničar in poslovnež, * 24. februar 1955, San Francisco, Kalifornija, ZDA, † 5. oktober 2011, Palo Alto, Kalifornija, ZDA.
Jobs je bil do 24. avgusta 2011 izvršni direktor  podjetja Apple Computer, ki sta ga ustanovila skupaj s Stevom Wozniakom leta 1976. Kasneje je bil eden prvih, ki je spoznal komercialne možnosti grafičnega vmesnika (GUI) in računalniške miške, ki so ju razvili v Xeroxovem raziskovalnem centru Palo Alto. Te tehnologije je vključil v računalnik Apple Macintosh. Jobs je bil tudi vodja Pixar Animation Studios, vodilnega podjetja za izdelavo računalniško animiranih risanih filmov.

## Življenje
Jobs je leta 1972 zaključil Homestead High School v Cupertinu, Kalifornija.
V podjetju Hewlett-Packard v Palo Altu je pogosto obiskoval popoldanska predavanja, kasneje pa so ga tam zaposlili, in je delal z Wozniakom. Gimnazijo je končal leta 1972 in nadaljeval študij na Kolidžu Reed v Portlandu, Oregon, vendar je po prvem semestru študij opustil. Leta 1974 se je vrnil v Kalifornijo in se kot tehnik zaposlil v podjetju Atari, ki je proizvajalo videoigre. Leta 1976 sta 21-letni Jobs in 26-letni Wozniak v garaži Jobsove družine ustanovila podjetje Apple Computer. Njun prvi računalnik se je imenoval Apple I. Leta 1977 sta predstavila Apple II, ki je dosegel ogromen uspeh na tržišču hišnih računalnikov, Apple pa je postal pomembno podjetje v računalniški industriji. Decembra 1980 so predstavili Apple III, ki pa ni bil posebno uspešen model.
Ob rasti podjetja so potrebovali sposobnega menadžerja in leta 1983 je vodenje prevzel John Sculley. Istega leta so predstavili tehnološko napredno, a komercialno neuspešno Liso. 1984 so predstavili Macintosh, prvi uspešen računalnik z grafičnim uporabniškim vmesnikom.
Po nesoglasjih v podjetju je Jobs leta 1985 zapustil Apple in ustanovil podjetje NeXT Computer. Tehnološko napredne delovne postaje NeXT Cube so bile zaradi visoke cene poslovno neuspešne. Leta 1986 sta Jobs in Edwin Catmull ustanovila Pixar, studio za računalniško animirani risani film, ki je kasneje postalo zelo uspešno v svoji branži.
Leta 1996 je Apple kupil NeXT in Jobs se je vrnil v matično podjetje, kjer je leta 1997 je postal vodja uprave. Apple je nekatere izdelke podjetja NeXT uporabil pri razvoju lastnih izdelkov in tako je model iMac postal velika prodajna uspešnica. Podjetje je kasneje razvilo glasbeni predvajalnik iPod ter trgovino z digitalno glasbo Apple iTunes.
Jobs je nekaj let delal za nominalno plačo en dolar letno, s čimer si je pridobil Guinnessov naslov »Najslabše plačanega šefa uprave«. Res pa je ob tem za uspešno delo dobival nagrade, 90 milijonov dolarjev vredno reaktivno letalo in 30 milijonov delnic podjetja Apple.
Jobs je bil od leta 1991 poročen z Laurene Powell, s katero sta imela tri otroke, Jobs pa ima še hčerko Liso. 
5.oktobra 2011, tik po odstopu z mesta izvršnega direktorja Appla in le en dan po predstavitvi novega iPhona 4S, je umrl zaradi zastoja dihanja, kar je bila posledica razširjenega raka trebušne slinavke.

## Priznanja
Jerry Brown, guverner ameriške zvezne države Kalifornija, je napovedal, da bo 16. oktober razglašen za Dan Steva Jobsa (izvirno Steve Jobs Day).
Madžarsko podjetje Graphisoft je v Budimpešti postavilo spomenik Jobsu.